# Pico Nieves
El Pico Nevis (del inglés: Nevis Peak) es un volcán potencialmente activo que se encuentra en el centro de la isla Nieves, en las Antillas Menores, parte del país caribeño de San Cristóbal y Nieves. El estratovolcán se eleva a una altura de 985 m. No ha habido erupciones desde la prehistoria, pero hay fumarolas activas y manantiales de agua caliente en las laderas costeras de la isla, aunque estos representan un bajo nivel de actividad volcánica.